# Niels Jørgen Hansen
Niels Jørgen Hansen (født 30. januar 1955 i Randers) er administrerende direktør for Tekniq Arbejdsgiverne.
Han er uddannet cand.oecon. fra Aarhus Universitet. Han var landsformand for Venstres Ungdom 1976-1978.
Efter studietiden arbejdede han først i Dansk Arbejdsgiverforening. I 1989 blev han direktør for el-installatørernes forening (ELFO). Ved denne forenings fusion i 2001 med VVS-installatørernes tilsvarende organisation, hvorved organisationen Tekniq dannedes, blev han dennes første administrerende direktør.